# Pompejanisch-rote Platte

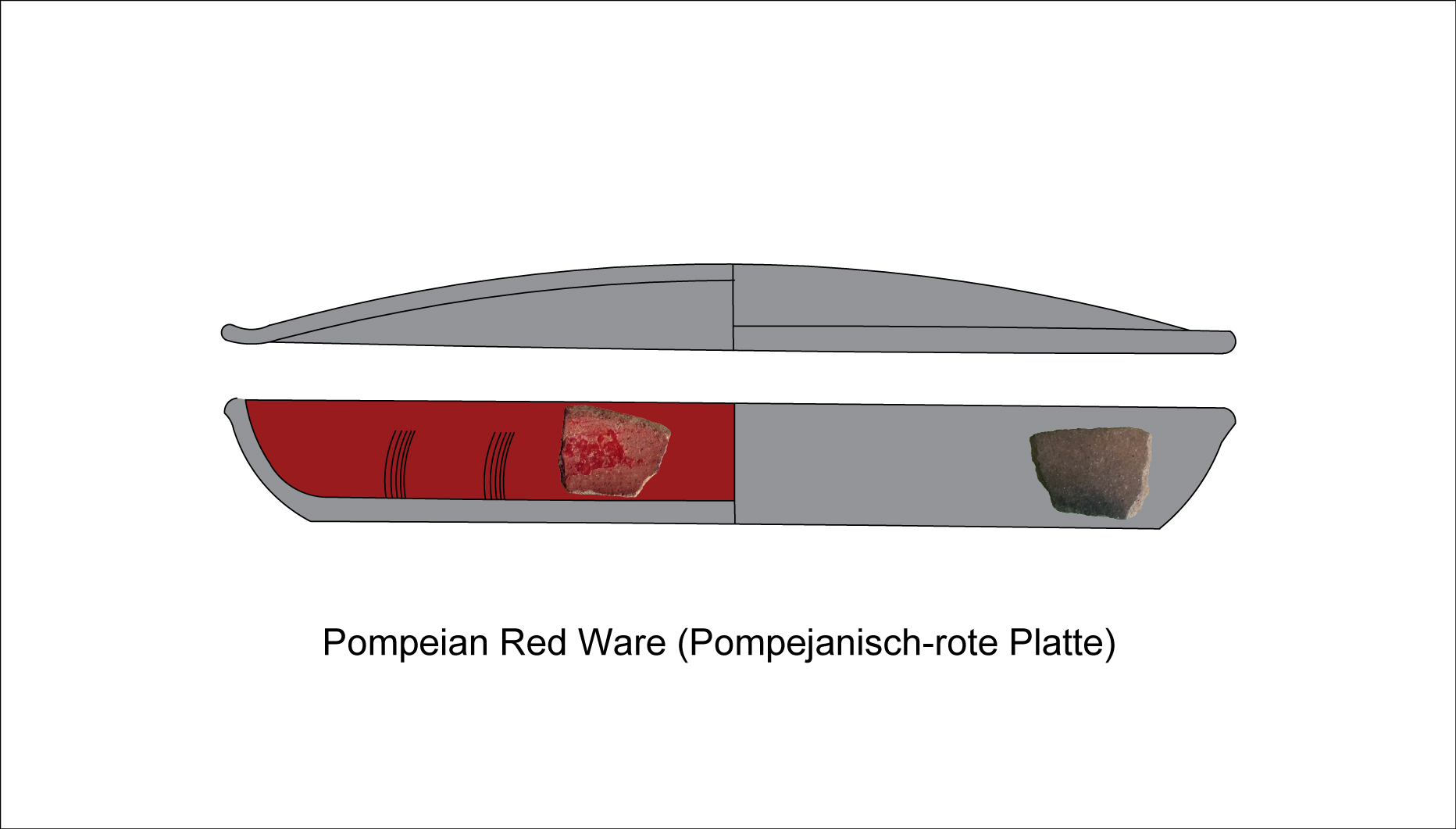
Umzeichnung einer Pompejanisch-roten Platte

Eine Pompejanisch-rote Platte ist ein antikes Gebrauchsgeschirr aus der Zeit der römischen Republik und der frühen Kaiserzeit. Die von Archäologen meist als Koch- oder Backgeschirr interpretierte Gefäßgruppe umfasst vor allem Teller mit hohem Rand, aber auch Deckel und seltener Schalen.
Der Name der Gefäßgruppe ist nicht aus der Antike überliefert, sondern auf die auffallend dunkelrote (pompejanisch-rot) Innenbeschichtung des Geschirrs zurückzuführen. Er wurde von Emil Krüger 1905 in die Fachliteratur eingeführt. Siegfried Loeschcke übernahm und festigte 1909 diese Ansprache.

## Form
Die häufigste Form der Pompejanisch-roten Platte ist ein flachbodiger Teller mit einer hohen, schräg angesetzten Wandung. Die frühen (republikanischen) Formen besaßen eine gerade „hängende“ Randlippe. In der frühen Kaiserzeit wird die Lippe in einem leichten Bogen nach innen gezogen oder der Rand gänzlich ohne Lippe geformt. Die Platten haben keinen Standring. Die zugehörigen Deckel bestehen aus demselben Material, sind jedoch nicht engobiert und haben eine leicht aufgebogene Randlippe. Pompejanisch-rote Platten können einen Durchmesser bis zu 50 Zentimeter erreichen.
Wesentlich seltener als Teller und deren Deckel sind Schalen.
Der Scherben dieser Gefäßgattung ist rauhwandig und kann vulkanische Mineralien enthalten. Die Innenseite der Platten ist mit einer dicken, pompejanisch-roten Engobe bedeckt, die bis zum Rand reicht. Die Außenseite ist rau belassen. Häufig sind an der Innenseite der Platten Muster aus konzentrischen Linienbändern vorhanden.
Ähnlich wie bei Tafelgeschirr aus Terra Sigillata können Pompejanisch-rote Platten Töpferstempel aufweisen. Im Gegensatz zu den meistens an der Innenseite gestempelten Terra-Sigillata-Gefäßen sind Töpfermarken hier jedoch an der Gefäßunterseite oder außen am Rand angebracht. Allerdings finden sich vereinzelt auch innen gestempelte Töpfermarken.

## Entstehung, Verbreitung und Datierung
Schon früh ist in der archäologischen Forschung vermutet worden, dass der Ursprung der Pompejanisch-roten Platte italisch beziehungsweise im antiken Kampanien zu suchen ist. Die Markierung der Ware mit Stempelmarken der Hersteller spricht für einen Exportartikel. Mineralogische Untersuchungen an antiken Fundstücken bestätigen, dass ein großer Teil der bekannten Pompejanisch-roten Platten vulkanische Partikel aus der Vesuvgegend enthalten. Andere Fundstücke scheinen jedoch in den Provinzen in lokalen Produktionen hergestellt worden zu sein.
Pompejanisch-rote Platten kommen im italischen Raum im 3. Jahrhundert vor Christus auf. Mit der Ausbreitung des Römischen Reiches gelangten sie in alle Provinzen. In der zweiten Hälfte des 1. Jahrhunderts nach Christus gerät diese Gefäßart aus der Mode.

## Verwendung
Bereits Loeschcke vermutete, dass Pompejanisch-rote Platten zum Backen großer Brotfladen genutzt wurden. Weiterhin nahm er an, dass der rote Engobeauftrag innen das Anhaften der Backware verhindern sollte. Andere Annahmen reichen von Spezialgeschirr zur Zubereitung von Puls, einem Brei aus Getreide, oder zum Kochen von paellaähnlichen Pfannengerichten. Aufgrund der rauhwandigen Machart und von Rußanhaftungen an der Außenseite der bei archäologischen Ausgrabungen gefundenen Stücke ist eine Verwendung der Pompejanisch-roten Platten im Küchenbereich in der römischen Antike unumstritten.

## Bedeutung in der Archäologie
Pompejanisch-rote Platten waren Teil der römischen Alltagskultur. Funde in den Provinzen dienen als Indikator für die Übernahme der römischen Tischsitten durch die indigene Bevölkerung. Die Gefäßformen verändern sich im Laufe der Jahrhunderte leicht, was eine relative Chronologie ermöglicht. In der zweiten Hälfte des 1. Jahrhunderts verschwinden Pompejanisch-rote Platten aus dem Fundspektrum, womit sie einen Datierungshinweis für ihren Fundplatz geben.